# 孫向文
孫 向文（そん こうぶん、1980年 - ）は、中華人民共和国出身の日本の漫画家、文筆家。コラムニスト。Xでは東雲くによし（しののめくによし）の名前で活動中。血液型はO型。
孫向文、東雲くによし　はどちらもペンネームである。
著書等には浙江省出身とあるが、本当の出身地は護身などのため公表していない。

## 来歴
学生時代から日本の漫画やゲームに親しみ、日本で漫画家になることを夢見るようになった。2002年に中国でマンガ家デビューし(具体的な作品名は不明であり、真偽不明)、20代半ばで中国の漫画賞を受賞した（具体的な賞の名称は不明であり、真偽不明）。
2013年に訪日。同年日本で出版した政治系漫画「中国のヤバい正体」は、4刷のヒット作となった。
日本人女性と結婚、日本国籍を取得した。後にその女性とは離婚。
現在は日本で創作活動の他、過去にはSPA!やSAPIO等のWEBニュース、旧統一教会系の世界日報社『ビューポイント』のWeb版に寄稿がある。

## 主張
発信内容は真偽不明な事もある。倉山満からは公開討論を求められても逃げるなど)
- アメリカ大統領選挙においてジョー・バイデン陣営による大規模な不正があった。ディープステート（闇の政府）による陰謀である[8]。
- バイデンの勝利を認めるものは死ぬべきである[9]。
- バイデンの勝利を認めない。選挙結果を認めたケント・ギルバート、上念司は工作員である[10][11]。
- せっかく日本に来たのだから、日本人女性と結婚したいのはあたり前。
- 若者の離婚理由は「経済問題」が多いとし、悪いのは自民党のせいだと主張。

## トラブル・批判

### スパイ認定騒動
香港民主化デモを取材する大袈裟太郎について2019年11月19日、Twitterで「香港でスパイ活動をしている」「中国共産党の手先」等の内容を中国語、日本語、英語で投稿。大袈裟の写真を添付した上で「彼の要求を無視してください」と呼びかけた。
大袈裟は「悪質なデマ」として（警察の弾圧が激化する香港で取材を続ける上で）危険にさらされたと抗議。一時、取材を控えざるを得なくなったとしている。
その後、沖縄タイムスが孫に対し投稿の根拠を問う内容の取材を行うが回答はなされないままツイートは削除。孫は同紙から取材の申込みがあったことを明かした上で「極左暴力に負けて」削除したと投稿した。
さらに、該当ツイートの前にチャンネル桜沖縄支局のキャスターで参院選出馬経験のある手登根安則（ボギーてどこん）から「孫さん、この男が普段中共に親近感を持つ沖縄の極左暴力集団と懇意であることを同胞の方々にお伝え下さい」と孫は促されており、実際にツイートした後、手登根に対して「ツイートしました！」と報告している。孫と同様、沖縄タイムスの取材には手登根も応じていない。
香港民主化デモを取材した経験のあるジャーナリストの李真煕は「（香港におけるデモの）現場には不信感が渦巻いており、攻撃される可能性は高い」として大袈裟に身の危険が降りかかる恐れを指摘した。

### 「関西空港から感染者が逃げた」デマ騒動
新型コロナウイルス感染症 (2019年)が日本でも猛威を振るいつつあった2020年1月23日、微博の投稿を翻訳する形で、Twitterで「関西空港から入国した中国人観光客が発熱と咳の症状が出ても、逃走した。これから京都に迎えていきます」「逃走した中国人は武漢発の便で大阪着、京都とユニバーサルスタジオジャパンに行く予定です」「相手は無防備な日本人、ウイルス拡大に備えてください」と投稿。この投稿は大きく拡散し、翌日には複数紙がフェイクニュースとして孫の投稿を否定する記事を掲載した。同年2月9日放送のNHKスペシャル『感染はどこまで拡がるのか～緊急報告　新型ウイルス肺炎』でもインフォデミックを引き起こすフェイクニュースの例として取り上げられた。
それにもかかわらず、孫向文は新聞記事の方を「この報道こそ事実無根」と逆に非難した。のちに関西空港が公式ホームページで孫向文の流したフェイクニュースを否定。孫向文は元のツイートを削除するも謝罪をすることはなく、Twitterに「ネット上に「明日〇〇時に〇〇に行く、人を無差別刺す」という中国語の犯行予告があれば、僕は和訳して日本人に通知する」と投稿。今後も同様の投稿を続けることを宣言した。

### 新型コロナウイルスは人工ウイルス騒動
2020年2月17日、Twitterに「かなり信憑性の高い噂」として、「ホワイトハウスが新型コロナウイルスは人工編集、生物兵器である証拠を把握してた。トランプ大統領の圧力で一ヶ月後に、中国政府が自白して世界に謝罪する。理由は一ヶ月後に世界に拡散が止められない。今は声高く「陰謀論」と嘲笑う有名人たち、あとで恥ずかしくないように〜」と投稿。翌18日には「武漢新型コロナウイルスは『人工でできているウイルス』ということをほぼ99%確認された」と投稿。3月17日にドナルド・トランプアメリカ合衆国大統領が新型ウイルス（COVID-19）を"Chinese Virus"と呼ぶと、それを根拠に「一ヶ月前の予測が当たった」と投稿した。
しかし、4月30日に米国家情報長官室は「人工のものでも遺伝子操作されたものでもないとの科学的な総意に同意する」と発表した。しかし、孫向文は自らの発言を訂正することはなく、武漢の研究所から流出したと米国が考えていることを根拠に、自分の認識は100％正しかったと主張した。

### アメリカ大統領選挙デマ
アメリカ大統領選挙でトランプ候補の票が大量に捨てられたと動画を付けツイート、2800リツイートされた。毎日新聞がチェックしこの動画は中東であり押収した鶏肉の廃棄画像であると確認した。

### SNSでのブロック・被害者ムーブ
Xでのデマや反論を主張すると、「五毛党だ！」と言い放ち、すぐさまブロックし、議論から逃げようとする。さらに、執筆の合間にエゴサーチを行い、自分の悪口を言うものは先にブロックしてしまうので、Xユーザーの反感を買うことが多い。また、デマを流しても何も言わずにポストを消し、その後の謝罪を行うことは稀である。批判が続くと、ブロック越しに相手のポストを覗き、被害者ムーブをかまして「通報してください」と訴えかけることもよく見られる。

## 著作

### 単著
- 『中国のヤバい正体』（大洋図書、2013年）ISBN 978-4813022305
- 『中国のもっとヤバい正体』（大洋図書、2014年）ISBN 978-4813022541
- 『中国人による反中共論』（青林堂、2015年）ISBN 978-4792605124
- 『中国人が見た ここが変だよ日本人』（青林堂、2016年）ISBN 978-4792605391
- 『中国が絶対に日本に勝てない理由』（扶桑社、2016年）ISBN 978-4594075330
- 『日本人に帰化したい!!』（青林堂、2018年）ISBN 978-4792606008
- 『中国人の僕は日本のアニメに救われた!』（ワック、2020年）ISBN 978-4898314869
- 『国籍を捨てた男が語る 中国のヤバすぎる話』（竹書房、2020年）ISBN 978-4801921825

### コラム連載
- デイリーニュースオンライン（2014年 - 2017年）
- 日刊サイゾー（2015年 - 2017年）
- 月刊ビューポイント(世界平和統一家庭連合 旧世界基督教統一神霊協会系メディア)[28]（2017年9月-）

### 漫画連載
- 「大和撫子が行く!」（ジャパニズム、青林堂、2015年 - 2019年）
- 「日本に潜む！中国の危ない話」（本当にあった愉快な話、竹書房、2016年 - ）
- 「アマテラスの翼」（ジャパニズム、青林堂、2019年 - 2020年[29]）

### 漫画単発掲載
- 週刊文春『実録中国猛毒食品「僕らだって怖い！」の巻』（2013年）
- FLASH
- 宝島

## 備考
一時期、漫画家の山野車輪と同一人物説が流れたが、これは両者の活動時期が入れ違いになったことや嫌韓などの主張が似通っていること、そして孫向文（東雲くによし）が顔を一般公開しておらず、両者の顔が一致していない元アシスタントが勘違いしてXで投稿したものが広まってしまったためである（現在、その元アシスタントのアカウントは凍結済み）。しかしながら、画風や身長および血液型、肌の色なども全く異なり、さらにその説は孫向文と面識のあるはすみとしこ、藤木俊一らによってキッパリと否定されており、全くのデマである。